# SolarWave
Die SolarWave ist ein Elektro-Katamaran, der ausschließlich mit solarer Energie aus Photovoltaik-Zellen mit Energie versorgt wird. Am 18. Dezember 2009 fand der Stapellauf in Bonn am Rhein statt, am 27. Januar 2010 wurde die SolarWave von Reiner Calmund auf der Messe „boot 2010“ in Düsseldorf getauft. Seit April 2010 befindet sich die SolarWave auf großer Fahrt. Bis Oktober 2012 wurden 8.000 Seemeilen zurückgelegt, davon 7.000 ausschließlich mit Solarstrom. Das ursprüngliche Ziel, die Welt energie-autark als erste seegängige Solar-Yacht zu umrunden, wurde zunächst aufgeschoben. Grund: Das später gestartete wesentlich aufwendigere Parallel-Projekt Tûranor PlanetSolar (Stapellauf am 31. März 2010) hat die Erde mittlerweile einmal komplett umrundet. Die SolarWave kreuzt im Ionischen Meer.

## Beschreibung
Die SolarWave ist ein Katamaran, der ausschließlich von Elektromotoren angetrieben wird und dazu konzipiert wurde, ohne Segel und ohne fossile Brennstoffe völlig autark große Strecken zurückzulegen. Die Energie zur Versorgung der zwei Elektro-Motoren und des Haushaltes wird von Solarpaneelen erzeugt und in Lithium-Polymer-Batterien gespeichert.
Die SolarWave ist kein Regatta-Katamaran, sondern eine praxistaugliche Yacht, die zur Nachahmung anregen will, um die Machbarkeit von umweltverträglichem Bootssport zu dokumentieren.
Die SolarWave ist 13,9 Meter lang und 7,5 Meter breit und hat ein Gesamtgewicht von 10 Tonnen. Davon entfallen ca. 150 kg auf die Batterien und ca. 460 kg auf die Solarpaneele. Das Dach der Solarwave ist mit 38 m² photovoltaischen Paneelen bedeckt, die pro Tag einen Ertrag von durchschnittlich 50 kWh produzieren.
Der Rumpf und die Aufbauten des Bootes bestehen aus glasfaserverstärktem Kunststoff in Epoxidharz-Sandwichbauweise mit Verstärkungen aus Kohle- und Aramidfasern, einer sehr leichten und dennoch starken Bauweise.
Die SolarWave hat vier Kabinen mit je einem Doppelbett, drei Bäder mit WC und Dusche, einen großen Salon mit Pantry (Küchenzeile), ein weitläufiges Cockpit (Terrasse hinter dem Salon im Freien) und zwei Trampoline am Vordeck. Sie verfügt über modernste Kommunikations- und Navigationselektronik (GPS-Kartenplotter, Radar, Autopilot-Selbststeueranlage, Automatisches Identifikationssystem AIS) sowie umfangreiche Betriebs- und Versorgungstechnik (Induktions-Herd, Mikrowellen-Heißluft-Backofen, Waschmaschine, Tiefkühltruhe, Klimaanlage), satellitengestützte Mobilfunk- und Internetverbindung, Webcam und WLAN-Router.
Auf der SolarWave werden keine fossilen Brennstoffe verwendet, auch die Beiboote fahren mit E-Motor und es wird nicht mit Gas, sondern elektrisch gekocht. Das Boot ist völlig emissionsneutral, produziert selbst Brauch- und Trinkwasser sowie Warmwasser mit Solarstrom und kann bei entsprechendem Sonnenangebot unbegrenzt lange Zeit autark fahren und seine Besatzung mit Energie und Wasser versorgen.

## Projekt-Entstehung
„Ziel war es, einen Weg zu finden, kosteneffizient und Ressourcen schonend zu leben und sich im Wasser fortzubewegen, ohne die Umwelt zu schädigen und ohne auf Komfort zu verzichten.“
Das Solarwave-Projekt wurde initiiert durch den Juristen Mag. Michael Köhler und die Friseurin Heike Patzelt aus Kärnten in Österreich, die sich seit vielen Jahren abseits ihrer erlernten Berufe als Yachtsport-Fachjournalisten betätigen. Auf ihren vielfältigen Segeltörns hatte sie immer mehr gestört, dass sie selbst in den schönsten und abgelegensten Buchten regelmäßig den Dieselgenerator starten mussten, um elektrische Energie für Navigation, Kommunikation, Kühlschrank und Bordelektrik zu haben. Auch Windrichtung und -stärke passten nur selten zum geplanten Kurs.
Nach umfangreichen Tests mit Solarmodulen und Windgeneratoren auf Serien-Segelyachten entschlossen sie sich, ein seetüchtiges, komfortables Boot zu bauen, mit dem es möglich ist, die Erde ausschließlich mit solarer Energie zu umrunden. Das Projekt SolarWave war geboren. Als Träger für dieses Projekt wurde der gemeinnützige Verein „SolarWave - Österreichische Gesellschaft für alternative Energiekonzepte“ mit Sitz in Klagenfurt gegründet. Die Rümpfe der Solaryacht wurden in Niederkassel am Rhein gebaut, Konfiguration und Einbau der Technik waren Aufgabe der beiden Projekt-Initiatoren. Kiellegung war im Frühjahr 2009. Der Stapellauf des Boots-Kaskos fand am 18. Dezember 2009 im Bonner Industriehafen statt. Nach weiteren Monaten Innen- und Technik-Ausbau im Mondorfer Hafen wurde die SolarWave im Frühjahr 2010 fertiggestellt.
Damit war die SolarWave das erste Boot der Welt, das gestartet ist, die Erde ohne fossile Brennstoffe und ohne Segel zu umrunden. Sie war früher vom Stapel gelaufen und gestartet als das technisch deutlich aufwendigere Parallel-Projekt Tûranor PlanetSolar (Stapellauf am 31. März 2010). Die Tûranor PlanetSolar startete am 27. September 2010 – also fast sechs Monate nach der SolarWave – von Monaco aus und hat die Erde mittlerweile einmal komplett umrundet. Damit war das Ziel, als erstes rein Solarenergie-betriebenes Boot die Welt zu umrunden, für die SolarWave nicht mehr erreichbar. Das SolarWave-Team hat sich bewusst dafür entschieden, ausführlich Flüsse, Kanäle und Seegebiete in Europa zu befahren und dort vielen Menschen mit ökologischem Interesse die jetzt schon bestehenden Möglichkeiten solarer Boots-Mobilität und Bord-Versorgung mit alternativen Energieträgern nahezubringen.

## Reiseroute
Die Weltreise startete am Mittwoch, dem 7. April in Niederkassel-Mondorf in der alten Siegmündung am Rhein. Die Reise ging nicht über die bequeme Tour rheinabwärts Richtung Meer, sondern stromauf Richtung Quelle. Das Projekt sollte möglichst viele Städte in Europa passieren, um vielen Menschen die Idee vom Bootsfahren ohne Treibstoff nahezubringen. Vorbei an Koblenz, der Loreley, dem Binger Loch, Wiesbaden-Schierstein, Mainz, Frankfurt am Main, Aschaffenburg, Wertheim, Würzburg, Schweinfurt, Bamberg, Nürnberg, Berching, Beilngries, Kelheim, Regensburg, Passau, Linz, Melk, Krems an der Donau, Wien, Budapest, Belgrad bis nach Constanța im Schwarzen Meer fuhr die SolarWave 3.000 Kilometer über Flüsse und Kanäle mitten durch Europa. Erst dort begann die richtige „Seefahrt“. Nach weiteren 2.000 Kilometern (ab jetzt in nautischen Meilen: 1.111 NM) und der Passage von Bosporus und Dardanellen erreichte die SolarWave am 20. Oktober 2010 die griechische Ägäis-Insel Chios, wo sie auch den Winter verbrachte.
Im Frühjahr 2011 führte ihre Route quer über die Ägäis nach Athen, wo sie viele Pressetermine absolvierte. Durch den Kanal von Korinth erreichte sie das Ionische Meer. Während der Sommersaison in den Jahren 2011 und 2012 sonnensegelte sie mit Gästen fahrplanmäßig zwischen den Ionischen Inseln, um die Funktionalität der Technik unter rauen Charterbedingungen unter Beweis zu stellen. Insgesamt hat die Solarwave bis Oktober 2012 über 8.000 Seemeilen zurückgelegt, davon 7.000 absolut autark, ausschließlich mit der Energie, die aus den an Bord befindlichen Solarpaneelen gewonnen wurde.

## Rekorde
Das Ziel des Solarwave-Projekts liegt nicht in erster Linie darin, Rekorde aufzustellen, jedoch wird immer wieder Neuland beschritten.
Der Solarwave-Katamaran ist das erste hochseetaugliche Boot, das energieautark mit Elektroantrieb und ohne Verbrauch von fossilen Brennstoffen für Antrieb und Bordbetrieb sowie ohne Segel folgende Gewässer befahren hat:
- Rhein flussaufwärts (Düsseldorf – Bonn – Bingener Loch – Mainz)
- Main und Main-Donau-Kanal
- Donau in ihrer gesamten schiffbaren Länge
- Schwarzes Meer
- Bosporus
- Marmarameer
- Dardanellen
- Ägäis
- Kanal von Korinth
- Ionisches Meer
- Mittelmeer

und ist damit auch das erste Boot dieser Art in Europa und Asien.

## Technische Daten
- Typ: SolarWave 46
- Länge ü. a.: 13,90 m
- Breite: 7,50 m
- Tiefgang: 0,90 m
- Höhe: 4,50 m (incl. Antennen- / Geräteträger)
- Gewicht: 10 t
- Wassertank: 300 Liter
- Höchstgeschwindigkeit: ca. 7 Knoten (ca. 13 km/h)
- Reisegeschwindigkeit: 4,5 Knoten (ca. 8 km/h)
- Solarpaneele: ca. 8,5 kW (peak), ca. 50 kWh Energieeintrag pro Tag
- Innenbord-Elektromotoren: 2 × 10 kW Asynchron-Dreiphasen-AC-Motor 48 Volt, max. 600 Ampere, Drehmoment 125 Nm
- Batterien: 2010–2012: Blei-Gel-Traktion 2 × 460 Ah 48 V und 2 × 190 Ah 12 V (gesamt knapp 2 Tonnen); 2013–2017: Lithium-Polymer- 2 × 200 Ah 48 V  (gesamt 150 kg); ab 2018: Lithium-Polymer- 2 × 200 Ah 48 V  (gesamt 130 kg)
- Bordnetze: 12 V (Navigation, Licht); 48 V (Motoren, Inverter); 230 V (Haushalt).
- Navigationselektronik: Kartenplotter, Radar, Log, Lot, Sonar
- Trinkwasserbereiter: ca. 50 l/h
- Sicherheit: EPIRB, Automatisches Identifikationssystem AIS, weltweites satellitengestütztes Ortungssystem, Wettersoftware, 2 Anker 30 und 20 kg